# Șarur
Șarur este un oraș din Azerbaidjan.